# Jaciment prehistòric Torrent de Puigcúgol
El Torrent de Puigcúgol és un jaciment arqueològic de Mediona (Al Penedès), inclòs a l'Inventari del Patrimoni Arqueològic i Paleontològic de Catalunya.
Es tracta d'un antic taller de sílex, del qual es poden datar dos moments sense saber si hi ha continuïtat entre ells a causa de l'absència de materials que així ho confirmin. Els seus moments cronològics daten de l'Epipaleolític (9.000 - 5.000 aC) i el Neolític (5.500 – 2.200 aC). Les restes que s'han trobat no provenen de les excavacions sinó que van ser trobades durant prospeccions dutes a terme per Josep Gallart i Romeu a finals dels anys 80.
S'hi van localitzar 5 fragments de destrals polimentades, 3 gratadors (que provenen de la cronologia epipaleolítca), dues petxines i un possible polidor del moment neolític i dos nuclis, un d'ells completament esgotat.